# Пам'ять Дулібів (пам'ятка природи)
Пам'ять Дулібів — ботанічна пам'ятка природи місцевого значення. Об'єкт розташований на території Ковельського району Волинської області, Рівненська сільська територіальна громада, с. Полапи.
Площа — 0,01 га, статус отриманий у 2011 році за рішенням Волинської обласної ради від 04.11.2011 № 7/21. Перебуває у віданні Рівненської сільської ради
Охороняється екземпляр дуба звичайного (Quercus robur) віком близько 600 років, з висотою стовбура 30 м та діаметром стовбура 6 м на висоті 1,3 м.

## Галерея

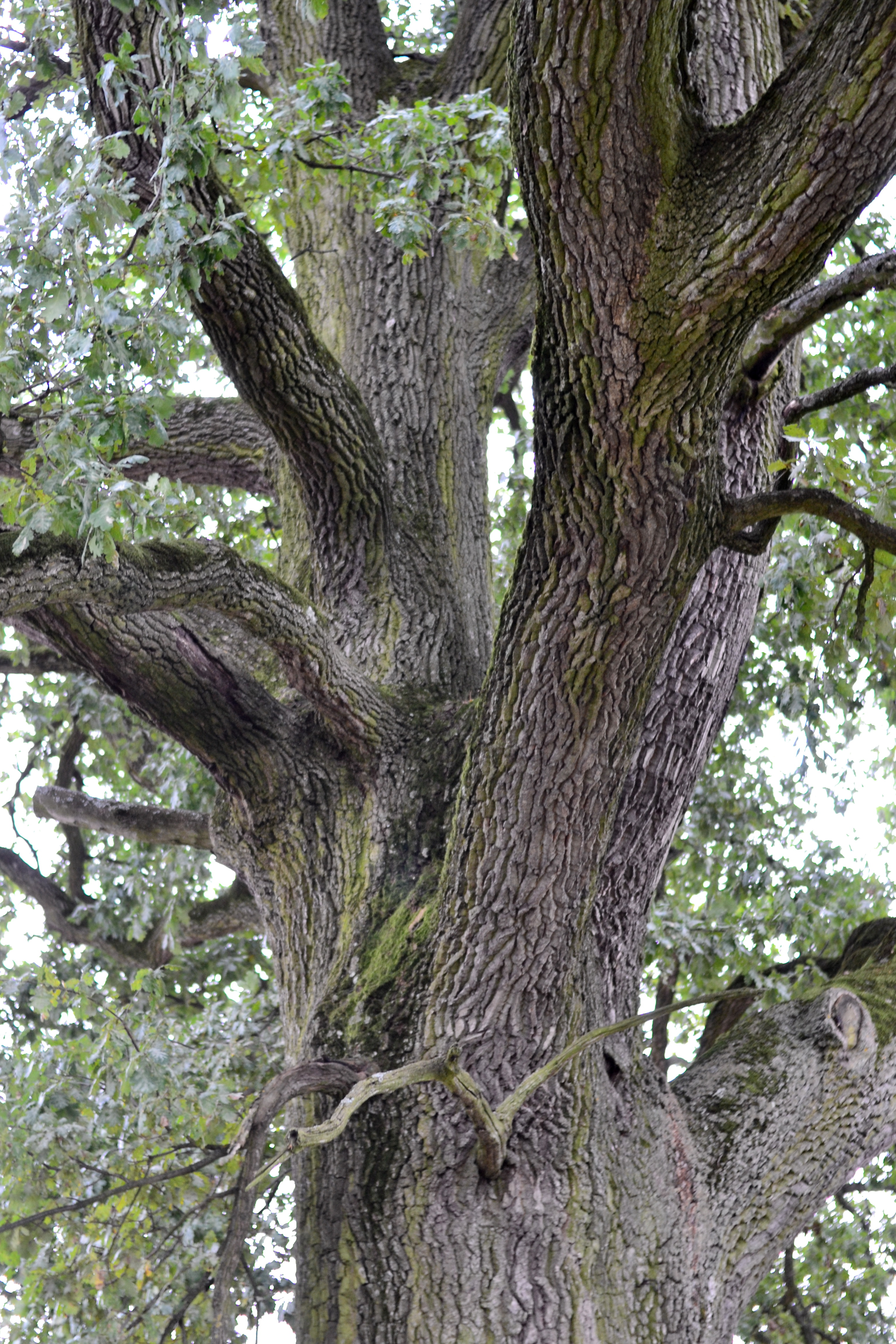
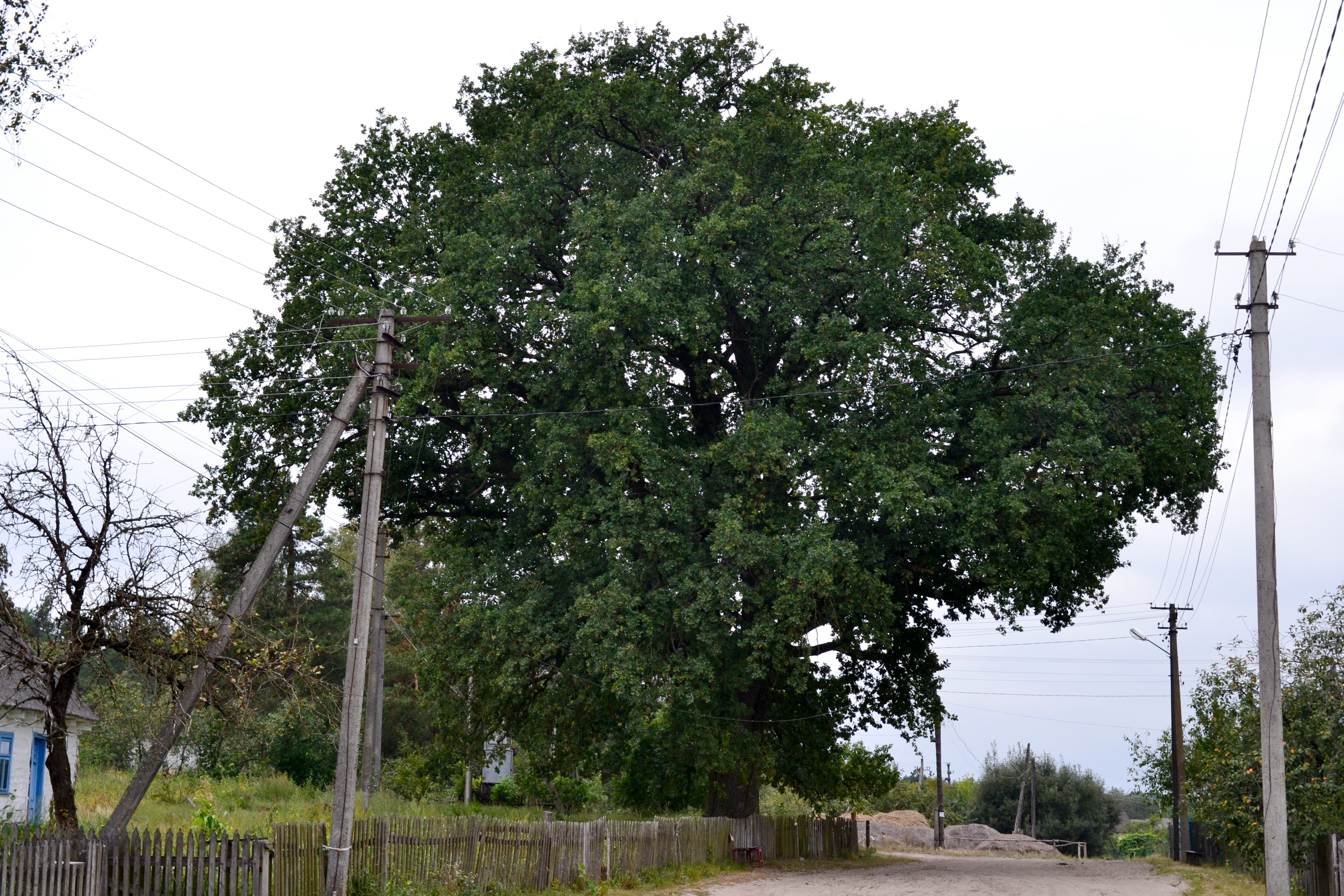
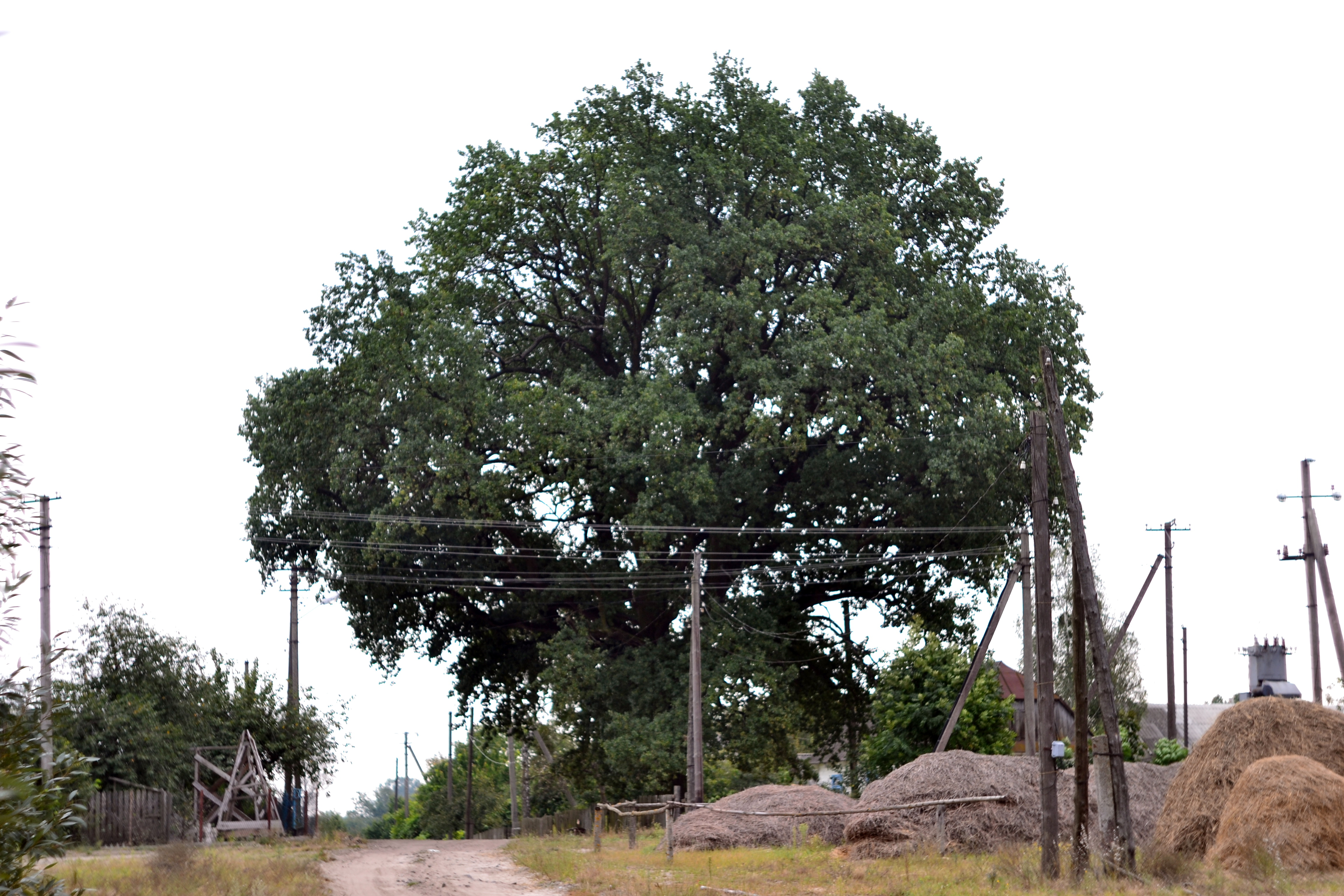